# Elkan Baggott
Elkan William Tio Baggott (ur. 23 października 2002 w Bangkoku) – indonezyjski piłkarz grający na pozycji obrońcy w klubie Gillingham, do którego jest wypożyczony z Ipswich Town, oraz reprezentacji Indonezji.

## Kariera
Elkan Baggott urodził się w Tajlandii, lecz wychowywał w Anglii. W 2019 trafił do młodzieżowej drużyny Ipswich Town z EFL League Two. W seniorskim zespole zadebiutował 6 października 2020 w meczu z Gillingham. W 2021 trafił na wypożyczenie do King’s Lynn Town. Od 2022 gra na wypożyczeniu w Gillingham.
Bagott zdecydował się reprezentować Indonezję ze względu na pochodzenie matki. Występował w kadrze U-19. W dorosłej reprezentacji Indonezji zadebiutował 16 listopada 2021 w meczu z Afganistanem. Pierwszą bramkę dla kadry zdobył 14 czerwca 2022 w meczu z Nepalem.